# Kobbefjorden
Le Kobbefjorden (« fjord du phoque » en français) est un petit fjord situé sur la côte ouest de l'île de Danskøya, dans l'archipel du Svalbard. Il a une longueur d'environ 3.5 km et une largeur d'1.5 à 2 km. Il offre l'un des meilleurs points d'ancrage dans cette partie du Svalbard. Au bout de ce fjord se trouve une vallée nommée Kobbefjorddalen et conduisant sur la côte est de l'île.

## Histoire
Kobbefjorden est simplement une traduction du nom néerlandais du fjord, Robbe Baai, tel qu'il apparaît sur les cartes de Michiel Hsz. Middelhoven (1634) et de Cornelis Giles et Outger Rep (1710). Ce dernier a également donné le nom de baie des Danois, qui a été repris par Cornelis Gisbert Zorgdrager (1720) et William Scoresby (1820).
Les Danois ont établi une station de chasse à la baleine dans le fjord en 1631. Elle a été utilisée jusqu'en 1658. Ils l'appelaient Københavns Bay, soit la baie de Copenhague. Les Français, qui appelaient le fjord Port St. Pierre ont également essayé de l'utiliser pour la chasse en 1632 et 1633, mais ont été écartés par les Néerlandais. Des baleiniers français et néerlandais ont par ailleurs été retenus prisonniers dans ce fjord par des navires de guerre danois en 1637 et 1638.
Adolf Erik Nordenskiöld a utilisé Kobbefjorden comme port de refuge pendant plusieurs de ses voyages au Svalbard. À la fin du mois de mai 1861, l'une de ses expéditions a passé plusieurs jours ancrée dans le fjord avant de tenter un passage au nord du Spitzberg. Au début du mois de septembre de la même année, l'un des navires est revenu dans le fjord pour se protéger d'une tempête et y passa à nouveau plusieurs jours. Une expédition de Nordenskiöld y fit à nouveau halte en 1868.

## Source
- (en) Cet article est partiellement ou en totalité issu de l’article de Wikipédia en anglais intitulé « Kobbefjorden » (voir la liste des auteurs).